# Saugnac-et-Cambran
Saugnac-et-Cambran település Franciaországban, Landes megyében. Lakosainak száma 1568 fő (2022. január 1.). Saugnac-et-Cambran Bénesse-lès-Dax, Candresse, Mimbaste, Narrosse, Pouillon, Saint-Pandelon és Sort-en-Chalosse községekkel határos.

## Népesség
A település népessége az elmúlt években az alábbi módon változott:
| Lakosok száma | 824  | 1011 | 1253 | 1390 | 1621 | 1558 | 1542 | 1560 | 1569 | 1568 |
|               | 1968 | 1982 | 1990 | 2006 | 2013 | 2015 | 2017 | 2019 | 2020 | 2022 |